# James Key Caird
Sir James Key Caird (Dundee, 7 gennaio 1837 – Dundee, 6 marzo 1916) è stato un imprenditore e filantropo scozzese.

## Biografia
Nato a Dundee, in Scozia è stato uno degli imprenditori di maggior successo della città. Salito al vertice dell'impresa di famiglia nel 1870 applica le più moderne tecnologie nella lavorazione della juta allo stabilimento di Ashton and Craigie Mills. Dopo aver accumulato una discreta fortuna, dona alla città un nuovo municipio (Caird Hall) che domina la piazza principale e fa costruire il Caird Park al confine settentrionale della città. Il Marryat Hall, dono alla città della sorella Emma Grace Marryat è collegato al Caird Hall. Il totale delle sue donazioni ammonta a 270 000 sterline dell'epoca, equivalenti a circa 20 000 000 di sterline attuali.
Nominato baronetto nel 1913, la University of St. Andrews gli ha assegnato una laurea honoris causa. Caird finanzia anche la spedizione Endurance del 1914-17 di Ernest Shackleton che battezza una delle scialuppe dell'Endurance con il nome di James Caird. Con quell'imbarcazione di sette metri Shackleton coprirà gli oltre 1 500 chilometri che separano l'isola dell'Elefante dalla Georgia del Sud.